# 小行星列表/193401-193500
| 名稱         | 臨時編號   | 發現日期       | 發現地點   | 發現者                         |
| ------------ | ---------- | -------------- | ---------- | ------------------------------ |
| 小行星193401 | 2000 WA20  | 2000年11月23日 | 基特峰     | 太空监视                       |
| 小行星193402 | 2000 WK25  | 2000年11月21日 | 索科罗     | 林肯近地小行星研究小组         |
| 小行星193403 | 2000 WK29  | 2000年11月21日 | 索科罗     | 林肯近地小行星研究小组         |
| 小行星193404 | 2000 WS29  | 2000年11月25日 | 索科罗     | 林肯近地小行星研究小组         |
| 小行星193405 | 2000 WW30  | 2000年11月20日 | 索科罗     | 林肯近地小行星研究小组         |
| 小行星193406 | 2000 WL36  | 2000年11月20日 | 索科罗     | 林肯近地小行星研究小组         |
| 小行星193407 | 2000 WT37  | 2000年11月20日 | 索科罗     | 林肯近地小行星研究小组         |
| 小行星193408 | 2000 WB38  | 2000年11月20日 | 索科罗     | 林肯近地小行星研究小组         |
| 小行星193409 | 2000 WF38  | 2000年11月20日 | 索科罗     | 林肯近地小行星研究小组         |
| 小行星193410 | 2000 WS50  | 2000年11月26日 | 索科罗     | 林肯近地小行星研究小组         |
| 小行星193411 | 2000 WR53  | 2000年11月27日 | 基特峰     | 太空监视                       |
| 小行星193412 | 2000 WV59  | 2000年11月21日 | 索科罗     | 林肯近地小行星研究小组         |
| 小行星193413 | 2000 WH61  | 2000年11月21日 | 索科罗     | 林肯近地小行星研究小组         |
| 小行星193414 | 2000 WQ65  | 2000年11月28日 | 基特峰     | 太空监视                       |
| 小行星193415 | 2000 WB67  | 2000年11月26日 | 索科罗     | 林肯近地小行星研究小组         |
| 小行星193416 | 2000 WZ67  | 2000年11月29日 | 基特峰     | 基特峰                         |
| 小行星193417 | 2000 WJ69  | 2000年11月19日 | 索科罗     | 林肯近地小行星研究小组         |
| 小行星193418 | 2000 WY69  | 2000年11月19日 | 索科罗     | 林肯近地小行星研究小组         |
| 小行星193419 | 2000 WG85  | 2000年11月20日 | 索科罗     | 林肯近地小行星研究小组         |
| 小行星193420 | 2000 WX87  | 2000年11月20日 | 索科罗     | 林肯近地小行星研究小组         |
| 小行星193421 | 2000 WD88  | 2000年11月20日 | 索科罗     | 林肯近地小行星研究小组         |
| 小行星193422 | 2000 WT88  | 2000年11月20日 | 索科罗     | 林肯近地小行星研究小组         |
| 小行星193423 | 2000 WS92  | 2000年11月21日 | 索科罗     | 林肯近地小行星研究小组         |
| 小行星193424 | 2000 WZ92  | 2000年11月21日 | 索科罗     | 林肯近地小行星研究小组         |
| 小行星193425 | 2000 WA93  | 2000年11月21日 | 索科罗     | 林肯近地小行星研究小组         |
| 小行星193426 | 2000 WL93  | 2000年11月21日 | 索科罗     | 林肯近地小行星研究小组         |
| 小行星193427 | 2000 WB97  | 2000年11月21日 | 索科罗     | 林肯近地小行星研究小组         |
| 小行星193428 | 2000 WE101 | 2000年11月21日 | 索科罗     | 林肯近地小行星研究小组         |
| 小行星193429 | 2000 WJ102 | 2000年11月26日 | 索科罗     | 林肯近地小行星研究小组         |
| 小行星193430 | 2000 WP108 | 2000年11月20日 | 索科罗     | 林肯近地小行星研究小组         |
| 小行星193431 | 2000 WX108 | 2000年11月20日 | 索科罗     | 林肯近地小行星研究小组         |
| 小行星193432 | 2000 WA111 | 2000年11月20日 | 索科罗     | 林肯近地小行星研究小组         |
| 小行星193433 | 2000 WE113 | 2000年11月20日 | 索科罗     | 林肯近地小行星研究小组         |
| 小行星193434 | 2000 WZ115 | 2000年11月20日 | 索科罗     | 林肯近地小行星研究小组         |
| 小行星193435 | 2000 WO116 | 2000年11月20日 | 索科罗     | 林肯近地小行星研究小组         |
| 小行星193436 | 2000 WB117 | 2000年11月20日 | 索科罗     | 林肯近地小行星研究小组         |
| 小行星193437 | 2000 WK120 | 2000年11月20日 | 索科罗     | 林肯近地小行星研究小组         |
| 小行星193438 | 2000 WF123 | 2000年11月29日 | 索科罗     | 林肯近地小行星研究小组         |
| 小行星193439 | 2000 WS124 | 2000年11月29日 | 索科罗     | 林肯近地小行星研究小组         |
| 小行星193440 | 2000 WR126 | 2000年11月16日 | 基特峰     | 太空监视                       |
| 小行星193441 | 2000 WO127 | 2000年11月17日 | 基特峰     | 太空监视                       |
| 小行星193442 | 2000 WC129 | 2000年11月19日 | 基特峰     | 太空监视                       |
| 小行星193443 | 2000 WC131 | 2000年11月20日 | 可可尼诺县 | 洛厄尔天文台近地小行星搜寻计划 |
| 小行星193444 | 2000 WL135 | 2000年11月19日 | 索科罗     | 林肯近地小行星研究小组         |
| 小行星193445 | 2000 WJ136 | 2000年11月20日 | 索科罗     | 林肯近地小行星研究小组         |
| 小行星193446 | 2000 WR139 | 2000年11月21日 | 索科罗     | 林肯近地小行星研究小组         |
| 小行星193447 | 2000 WS140 | 2000年11月21日 | 索科罗     | 林肯近地小行星研究小组         |
| 小行星193448 | 2000 WG143 | 2000年11月20日 | 可可尼诺县 | 洛厄尔天文台近地小行星搜寻计划 |
| 小行星193449 | 2000 WW146 | 2000年11月28日 | 茂宜岛     | 近地小行星追踪                 |
| 小行星193450 | 2000 WQ151 | 2000年11月29日 | 伊斯特拉   | K. Korlević                    |
| 小行星193451 | 2000 WB158 | 2000年11月30日 | 索科罗     | 林肯近地小行星研究小组         |
| 小行星193452 | 2000 WO168 | 2000年11月25日 | 可可尼诺县 | 洛厄尔天文台近地小行星搜寻计划 |
| 小行星193453 | 2000 WV169 | 2000年11月24日 | 可可尼诺县 | 洛厄尔天文台近地小行星搜寻计划 |
| 小行星193454 | 2000 WX174 | 2000年11月26日 | 索科罗     | 林肯近地小行星研究小组         |
| 小行星193455 | 2000 WH181 | 2000年11月30日 | 可可尼诺县 | 洛厄尔天文台近地小行星搜寻计划 |
| 小行星193456 | 2000 XZ1   | 2000年12月1日  | 索科罗     | 林肯近地小行星研究小组         |
| 小行星193457 | 2000 XJ2   | 2000年12月1日  | 普賢山     | 普賢山天文台                   |
| 小行星193458 | 2000 XQ4   | 2000年12月1日  | 索科罗     | 林肯近地小行星研究小组         |
| 小行星193459 | 2000 XK5   | 2000年12月1日  | 索科罗     | 林肯近地小行星研究小组         |
| 小行星193460 | 2000 XE6   | 2000年12月1日  | 索科罗     | 林肯近地小行星研究小组         |
| 小行星193461 | 2000 XZ6   | 2000年12月1日  | 索科罗     | 林肯近地小行星研究小组         |
| 小行星193462 | 2000 XE7   | 2000年12月1日  | 索科罗     | 林肯近地小行星研究小组         |
| 小行星193463 | 2000 XF10  | 2000年12月1日  | 索科罗     | 林肯近地小行星研究小组         |
| 小行星193464 | 2000 XH12  | 2000年12月4日  | 索科罗     | 林肯近地小行星研究小组         |
| 小行星193465 | 2000 XJ13  | 2000年12月4日  | 索科罗     | 林肯近地小行星研究小组         |
| 小行星193466 | 2000 XA16  | 2000年12月1日  | 索科罗     | 林肯近地小行星研究小组         |
| 小行星193467 | 2000 XK17  | 2000年12月1日  | 索科罗     | 林肯近地小行星研究小组         |
| 小行星193468 | 2000 XL17  | 2000年12月1日  | 索科罗     | 林肯近地小行星研究小组         |
| 小行星193469 | 2000 XL18  | 2000年12月4日  | 索科罗     | 林肯近地小行星研究小组         |
| 小行星193470 | 2000 XU19  | 2000年12月4日  | 索科罗     | 林肯近地小行星研究小组         |
| 小行星193471 | 2000 XR20  | 2000年12月4日  | 索科罗     | 林肯近地小行星研究小组         |
| 小行星193472 | 2000 XH22  | 2000年12月4日  | 索科罗     | 林肯近地小行星研究小组         |
| 小行星193473 | 2000 XV24  | 2000年12月4日  | 索科罗     | 林肯近地小行星研究小组         |
| 小行星193474 | 2000 XH25  | 2000年12月4日  | 索科罗     | 林肯近地小行星研究小组         |
| 小行星193475 | 2000 XO27  | 2000年12月4日  | 索科罗     | 林肯近地小行星研究小组         |
| 小行星193476 | 2000 XR31  | 2000年12月4日  | 索科罗     | 林肯近地小行星研究小组         |
| 小行星193477 | 2000 XO36  | 2000年12月5日  | 索科罗     | 林肯近地小行星研究小组         |
| 小行星193478 | 2000 XN37  | 2000年12月5日  | 索科罗     | 林肯近地小行星研究小组         |
| 小行星193479 | 2000 XG41  | 2000年12月5日  | 索科罗     | 林肯近地小行星研究小组         |
| 小行星193480 | 2000 XL41  | 2000年12月5日  | 索科罗     | 林肯近地小行星研究小组         |
| 小行星193481 | 2000 XU42  | 2000年12月5日  | 索科罗     | 林肯近地小行星研究小组         |
| 小行星193482 | 2000 XQ43  | 2000年12月5日  | 索科罗     | 林肯近地小行星研究小组         |
| 小行星193483 | 2000 XN46  | 2000年12月7日  | 索科罗     | 林肯近地小行星研究小组         |
| 小行星193484 | 2000 XY52  | 2000年12月6日  | 索科罗     | 林肯近地小行星研究小组         |
| 小行星193485 | 2000 XD53  | 2000年12月6日  | 索科罗     | 林肯近地小行星研究小组         |
| 小行星193486 | 2000 XF53  | 2000年12月6日  | 索科罗     | 林肯近地小行星研究小组         |
| 小行星193487 | 2000 XL53  | 2000年12月14日 | 普賢山     | Y.-B. Jeon、B.-C. Lee          |
| 小行星193488 | 2000 YQ    | 2000年12月16日 | 索科罗     | 林肯近地小行星研究小组         |
| 小行星193489 | 2000 YT1   | 2000年12月17日 | 索科罗     | 林肯近地小行星研究小组         |
| 小行星193490 | 2000 YW5   | 2000年12月19日 | 索科罗     | 林肯近地小行星研究小组         |
| 小行星193491 | 2000 YE6   | 2000年12月20日 | 索科罗     | 林肯近地小行星研究小组         |
| 小行星193492 | 2000 YH6   | 2000年12月20日 | 索科罗     | 林肯近地小行星研究小组         |
| 小行星193493 | 2000 YZ7   | 2000年12月21日 | 黑彭海姆   | Starkenburg                    |
| 小行星193494 | 2000 YX9   | 2000年12月20日 | 索科罗     | 林肯近地小行星研究小组         |
| 小行星193495 | 2000 YK10  | 2000年12月21日 | 索科罗     | 林肯近地小行星研究小组         |
| 小行星193496 | 2000 YA16  | 2000年12月22日 | 可可尼诺县 | 洛厄尔天文台近地小行星搜寻计划 |
| 小行星193497 | 2000 YR16  | 2000年12月20日 | 索科罗     | 林肯近地小行星研究小组         |
| 小行星193498 | 2000 YS17  | 2000年12月25日 | 奥德热幽夫 | P. Kušnirák                    |
| 小行星193499 | 2000 YL20  | 2000年12月27日 | 基特峰     | 太空监视                       |
| 小行星193500 | 2000 YX22  | 2000年12月28日 | 基特峰     | 太空监视                       |